# Echinocorys
Genre
Echinocorys est un genre éteint d'oursins irréguliers de l'ordre des Holasteroida, qui a vécu de la fin du Crétacé jusqu'au Paléocène. C'est le genre type de la famille des Echinocorythidae.

## Description et caractéristiques
Le genre Echinocorys (Leske, 1778) † est décrit par les caractères suivants :
- ovoïde ;
- ambulacres tous semblables, sans sillon antérieur, avec des pores légèrement conjugués, dont l'externe est un peu allongé ;
- tuberculation fine et uniforme ;
- pas de labre ;
- pas de fascioles.

## Espèces du genre
Le genre  Echinocorys (Leske, 1778) † possède de nombreuses espèces :
- Echinocorys arnaudi[P 2] (Seunes, 1888), alias Ananchytes regularis[P 1] (Arnaud, 1886)
- Echinocorys belgicus[WoRMS 1],[WED 1] (Lambert, 1898) †
- Echinocorys cotteaui[P 3] (Lambert, 1903)
- Echinocorys darderi[WoRMS 2],[WED 2] (Lambert, 1935) †
- Echinocorys edhemi[WoRMS 3],[WED 3],[NHM 1] (Bohm, 1927) †
- Echinocorys fonticola[P 4] (Arnaud in Lambert, 1903)
- Echinocorys gibba[P 5]
- Echinocorys gravesii[Note 1],[WoRMS 4],[WED 4] (Desor in L. Agassiz & Desor, 1847) † 
  - Echinocorys gravesii rossiensis[Note 2],[WoRMS 5],[WED 5] (Kongiel, 1936) †
- Echinocorys katsharavai[WoRMS 6],[WED 6] (Tzaghareli, 1949) †
- Echinocorys lamberti[WoRMS 7],[WED 7] (Smiser, 1935) †
- Echinocorys legindensis[WoRMS 8],[WED 8] (Wind, 1959) †
- Echinocorys mamontoffi[WoRMS 9],[WED 9] (Charles in Lambert & Charles, 1937) †
- Echinocorys obliquus[1],[WoRMS 10],[WED 10] (Ravn, 1927)
- Echinocorys ogormani[WoRMS 11],[WED 11] (Lambert in Lambert & Charles, 1937) †
- Echinocorys ovatus[WoRMS 12],[WED 12] (Leske, 1778) †
- Echinocorys pentagonalis[WoRMS 13],[WED 13] (Kongiel, 1949) †
- Echinocorys perconica[P 6] (von Hagenow, 1840)
- Echinocorys pustulosus[Note 3],[WoRMS 14],[WED 14] (Leske, 1778) †
- Echinocorys renngarteni[WoRMS 15],[WED 15] (Moskvin & Poslavskaya, 1959) †
- Echinocorys scutata[2],[3] ou scutatus[MNHN 1] (Leske, 1778) alias Echinocorys conoidea[4],[P 7] (Goldfuss, 1829)
- Echinocorys semiglobosus[WoRMS 16],[WED 16] (Kongiel, 1949) †
- Echinocorys sulcatus[5],[MNHN 2],[6],[WoRMS 17],[WED 17] (Goldfuss, 1826)
- Echinocorys sumbaricus[WoRMS 18],[WED 18] (Djabarov, 1968) †
- Echinocorys tenuituberculatus[P 8],[P 9],[P 10],[WoRMS 19],[WED 19] (Leymerie, 1851)
- Echinocorys texanus[NHM 2] (Cragin, 1893, p. 145)
- Echinocorys yoloensis[WoRMS 20],[WED 20] (Anderson, 1958) †

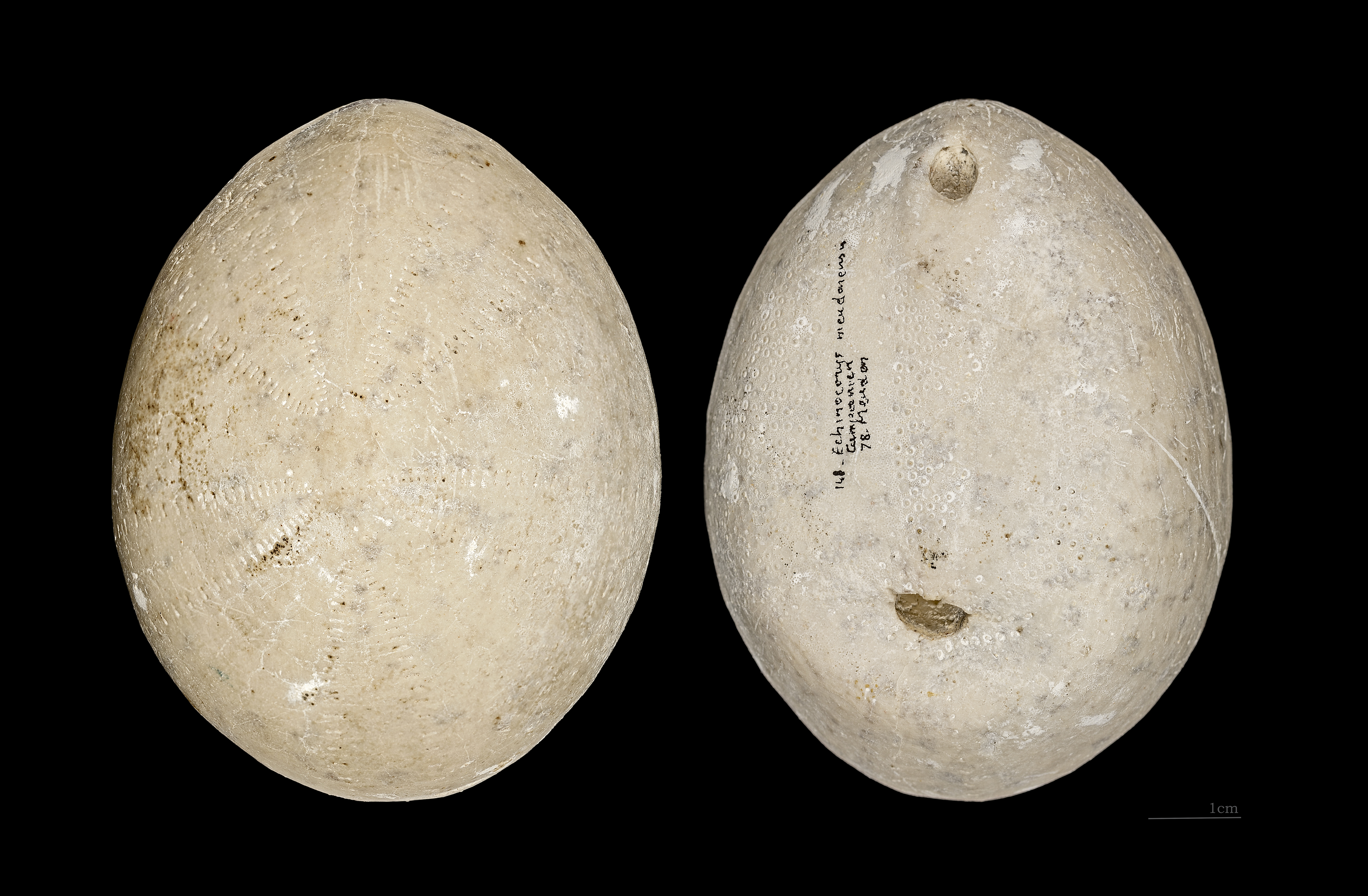
Echinocorys meudonensis, Muséum de Toulouse.
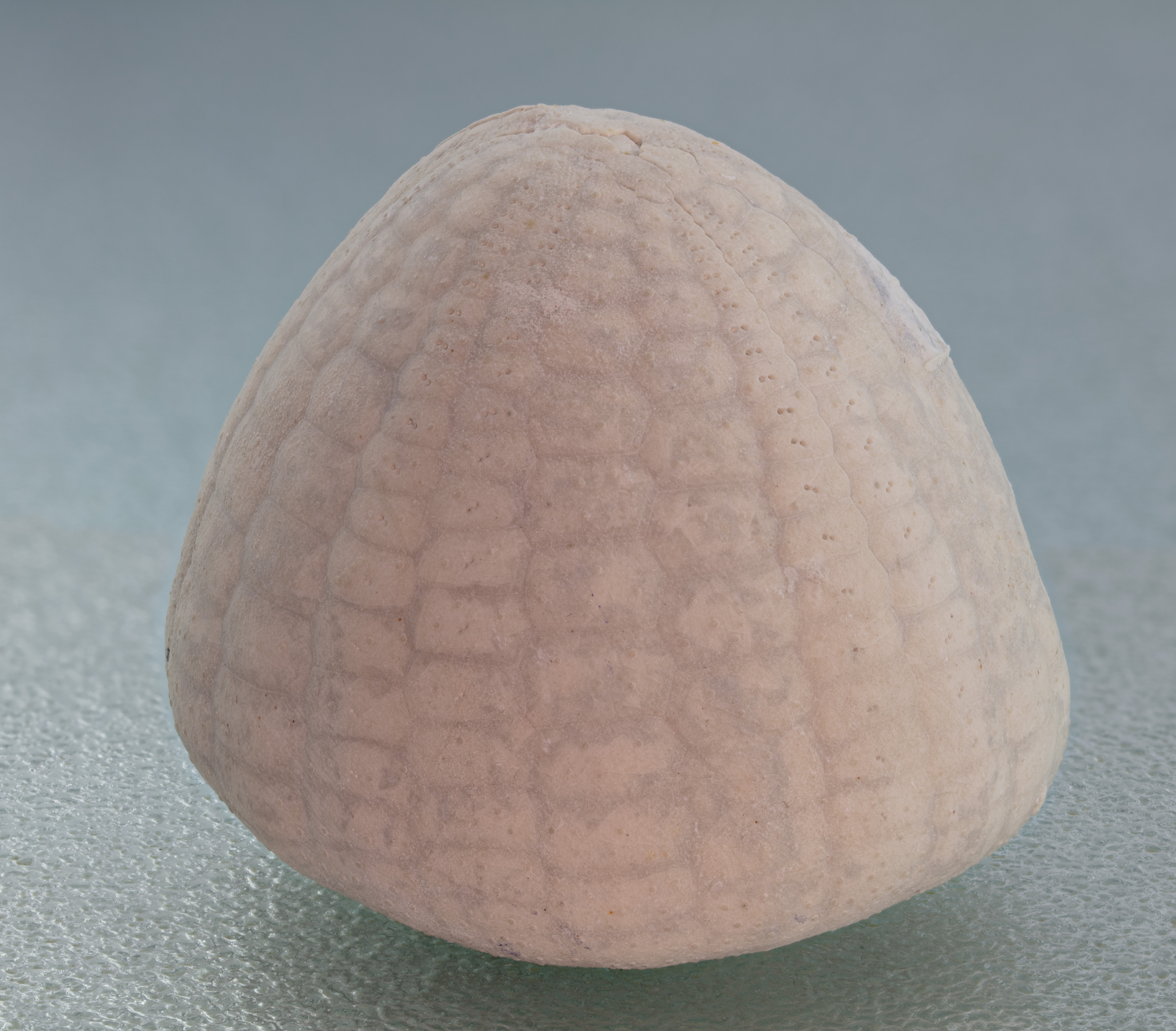
Echinocorys sulcata

### Description historique
Leske décrit le genre type, à partir de l'espèce commune Echinocorys scutatus, par la diagnose suivante, extraite de « Jacobi Theodori Klein naturalis dispositio Echinodermatum » (p. 111, 1778)

Spec. I. Galea vertice ſcutato ſ. Echinocorys ſcutatus. Tab. XV. A.B.

Huius teſta in ſpatum calcareum, dilute flaueſcente griseum transformata eſt. Figura eſt conuexa, eminens, ouata, vt ex icone patet.

Decem areae hic, vt in reliquis fere omnibus, quinque maiores totidemque minores adſunt : eaedemque integrae i. c. non manifeſto aſſulatae, maiores tamen ſutura media ſerrata diuiſae reperiuntur. Arearum ſuperficies eminentiis duplicis generis tegitur : tubercula magnitudine ſemina papauerina aequant, eaque granulis minimis interſperſis cinguntur. In ſuperficie ſuperiore conuexa tubercula rariora, in baſi autem frequentiora occurrunt. Os transuerſum, fere rotundus, non procul ab acuta extremitate, e regione oris, patet. Baſis ſere plana, circa marginem parum conuexa, et in medio fere eiusdem ab ore ad anum eminentior plaga extenditur, cui vtrinque faſciae duae, minutiſſimis ſolum granulis obſitae, adiacent.

Ambulacra (i. e. lineae geminatae Klein.) decem, biporoſa a vertitice vsque ad peripheriam baſeos pertingunt : quae quidem vsque ad medium superioris conuexae partis facile apparent, interim re ipſa certe ad peripheriam extenduntur, quod microſcopii ſimplicis ope detegitur. Pori prope a vertice ſibi proxime adiacent, quo magis vero deſcendunt, eo latius diſſiti ſunt. Iuxta verticem, in apice ſingularum arearum minorum, porus maior patet.

Linea eminens f. spina a vertice deſcendit ad peripheriam in altera acutiore teſtae parte, atque eidem statim ſubnectitur margo eminentior ani.

Non eſt dubium, quin tubercula pro baſi ſpinarum, et pori ad tranſmittenda animalis tentacula, quondam inſeruierint. In icone Kleiniana ſpina rupta apparet, quod autem a compreſione externa deriuandum eſt.

Reperiuntur ſpecimina huius ſpeciei in Linkiano muſeo.

## Répartition stratigraphique
Le genre Echinocorys a vécu de la fin du Crétacé au Paléocène. 
Ses restes ont été trouvés en Asie, en Europe et en Amérique du Nord. Un fossile en marcassite de E. scutata a ainsi été trouvé dans un gisement de pyrites d'un platier dans le nord de la France, à Senneville-sur-Fécamp.

## Synonymes
Le genre Echinocorys (Leske, 1778) † possède plusieurs synonymes,,,.
- Oolaster[8],[NHM 4],[WoRMS 22],[WED 21] (Laube, 1869) †,
- Ananchytes[8],[9],[NHM 5],[WoRMS 23],[WED 22] (Lamarck, 1816) †,
- Ananchitis[8],[NHM 6],[WoRMS 24],[WED 23] (Lamarck, 1801) †
- non Ananchytis[8], (Mercati, 1717) †.

Selon une autre classification, ce genre Echinocorys appartient à la famille voisine Holasteridae (en).

## Bases de données taxinomiques
- (en) WoRMS : Echinocorythidae Wright, 1857 † (+ liste genres + liste espèces)
- (en) Catalogue of Life : Echinocorythidae Wright, 1857 (consulté le 11 avril 2023)